# Plutodes pallidior
Plutodes pallidior là một loài bướm đêm trong họ Geometridae.